# 赵岗乡
赵岗乡，是中华人民共和国河南省信阳市固始县下辖的一个乡镇级行政单位。

## 行政区划
赵岗乡下辖以下地区：
赵岗社区、走马村、汪岗村、两路口村、塔庙村、九龙村、曹寨村、平楼村、大圩村、赵行村、天门村、新堰村、张河村、石堰村和窑北村。